# كارغوبول
كارغوبول (بالروسية: Каргополь) هي إحدى مدن روسيا في الكيان الفدرالي الروسي أوبلاست أرخانغلسك.

## المناخ
يظهر الجدول التالي التغييرات المناخية على مدار السنة لكارغوبول:
| البيانات المناخية لـكارغوبول      | البيانات المناخية لـكارغوبول | البيانات المناخية لـكارغوبول | البيانات المناخية لـكارغوبول | البيانات المناخية لـكارغوبول | البيانات المناخية لـكارغوبول | البيانات المناخية لـكارغوبول | البيانات المناخية لـكارغوبول | البيانات المناخية لـكارغوبول | البيانات المناخية لـكارغوبول | البيانات المناخية لـكارغوبول | البيانات المناخية لـكارغوبول | البيانات المناخية لـكارغوبول | البيانات المناخية لـكارغوبول |
| الشهر                             | يناير                        | فبراير                       | مارس                         | أبريل                        | مايو                         | يونيو                        | يوليو                        | أغسطس                        | سبتمبر                       | أكتوبر                       | نوفمبر                       | ديسمبر                       | المعدل السنوي                |
| --------------------------------- | ---------------------------- | ---------------------------- | ---------------------------- | ---------------------------- | ---------------------------- | ---------------------------- | ---------------------------- | ---------------------------- | ---------------------------- | ---------------------------- | ---------------------------- | ---------------------------- | ---------------------------- |
| متوسط درجة الحرارة الكبرى °م (°ف) | −9 (16)                      | −7 (19)                      | —                            | 5 (41)                       | 13 (55)                      | 18 (64)                      | 20 (68)                      | 17 (63)                      | 11 (52)                      | 3 (37)                       | −2 (28)                      | −6 (21)                      | 5 (41)                       |
| المتوسط اليومي °م (°ف)            | −12 (10)                     | −10 (14)                     | −4 (25)                      | 1 (34)                       | 8 (46)                       | 13 (55)                      | 16 (61)                      | 13 (55)                      | 8 (46)                       | 1 (34)                       | −4 (25)                      | −9 (16)                      | 2 (36)                       |
| متوسط درجة الحرارة الصغرى °م (°ف) | −16 (3)                      | −13 (9)                      | −8 (18)                      | 2 (36)                       | 4 (39)                       | 9 (48)                       | 12 (54)                      | 9 (48)                       | 5 (41)                       | —                            | −6 (21)                      | −12 (10)                     | −1 (30)                      |
| متوسط أيام هطول الأمطار           | 28                           | 23                           | 22                           | 18                           | 17                           | 17                           | 16                           | 18                           | 18                           | 23                           | 27                           | 29                           | 256                          |
| المصدر: Weatherbase               |                              |                              |                              |                              |                              |                              |                              |                              |                              |                              |                              |                              |                              |

## أعلام
- ألكسندر أندرييفتش بارانوف